# Udo Grunwald
Udo Grunwald (* 19. Juli 1968 in Goch) ist ein deutscher Schauspieler.

## Leben
Udo Grunwald wuchs mit fünf Geschwistern und seinen Eltern in Goch am Niederrhein auf. Nach dem Abschluss des Gymnasiums begann er eine Ausbildung an der Schauspielschule „Der Keller“ in Köln, die er mit der höchsten Auszeichnung, „Mit großem Erfolg“, abschloss. Seitdem arbeitet Grunwald vorrangig als Theaterschauspieler, aber auch für Film und Fernsehen, als Synchronsprecher, Regisseur und Klinikclown.
Grunwald lebt in Heilbronn. Er ist verheiratet und hat zwei Kinder.

## Filmografie (Auswahl)
- 1999: Voll auf der Kippe
- 2001: Im Chaos der Gefühle (Fernsehfilm)
- 2006: Tatort: Der schwedische Freund[4] (Fernsehreihe)
- 2007: Mercedes (Werbespot)
- 2010: Schunk (Werbespot)
- 2013: SOKO Stuttgart[4] (Fernsehreihe, 1 Folge)
- 2017: Die Freibadclique[5]
- 2018: Mackie Messer – Brechts Dreigroschenfilm[6]

## Theaterengagements (Auswahl)
- 2014 bis 2015: Theaterschiff Stuttgart
- 2009 bis 2016: Theater Ansbach
- seit 2004: Theaterschiff Heilbronn[7]
- seit 2003: Kinder- und Jugendtheater Radelrutsch, Heilbronn[8]
- 1999 bis 2003: Stadttheater Heilbronn
- 1999: Theater Krefeld/Mönchengladbach
- 1995 bis 1998: Düsseldorfer Schauspielhaus
- 1994: Schauspiel Bonn

## Auszeichnungen
- 2007: Ausbildungs-Ass für Theaterprojektgruppe Söhner Group
- 2007: Kilianpreis für herausragende „Darstellende Kunst“ in Heilbronn
- 1997: Förderpreis für „Darstellende Kunst“ der Stadt Düsseldorf